# 1183 en santé et médecine
| Années de la santé et de la médecine : 1180 - 1181 - 1182 - 1183 - 1184 - 1185 - 1186    |
| Décennies de la santé et de la médecine : 1150 - 1160 - 1170 - 1180 - 1190 - 1200 - 1210 |

Cet article présente les faits marquants de l'année 1183 en santé et médecine.

## Fondations
- Création à Montpellier d'un hôpital dit « hôpital Robert », du nom de son fondateur Robert Pellier, établissement qui « connaîtra ensuite une grande extension sous le vocable de Saint-Éloi[1],[2] ».
- Au nom du sultan Saladin, son frère, le prince Al-Malik al-'Adil, fait aménager un hôpital ouvert dans le palais du Caire[3].
- Henri II, roi d'Angleterre et duc de Normandie, fonde à Rouen, paroisse de Quevilly, la léproserie Saint-Julien, destinée aux filles de la noblesse[4].
- Première mention, à Liège en Flandre, d'un hôpital dédié à sainte Agathe et situé hors les murs, porte Sainte-Marguerite, sur la route de Hesbaye[5].
- Fondation d'un hôpital à Montech, dans le comté de Toulouse[6].

## Divers
- « Injonction est faite au muhtasib d'Alep [en Syrie] d'interdire l'exercice de la médecine à tous les charlatans[7] ».

## Personnalité
- Vers 1181-1183 : fl. Gislebert, médecin à Foucarmont en Normandie, cité dans une charte de l'abbaye Saint-Michel du Tréport[8].

## Décès
- Pierre de Celle (né à une date inconnue), abbé de Saint-Rémi de Reims, évêque de Chartres, « donné comme ayant certaines connaissances de médecine[9] ».